# دوري كرة القدم السلوفيني الدرجة الثانية 2000–01
دوري كرة القدم السلوفيني الدرجة الثانية 2000–01 (بالإيطالية: Druga slovenska nogometna liga 2000-2001)‏ هو الموسم 10 من دوري كرة القدم السلوفيني الدرجة الثانية ‏. أشرف على تنظيمه اتحاد سلوفينيا لكرة القدم، وكان عدد الأندية المشاركة فيه 16، وفاز فيه تريغلاف كران ‏.